# Caramelos de Cianuro
Caramelos de Cianuro es una banda de rock venezolana , fundada en Caracas en 1991. Sus integrantes actuales son Asier Cazalis y Pavel Tello. Han publicado nueve álbumes en estudio a lo largo de su carrera.

## Historia

### Inicios: Fundación,Las paticas de la abuelayCuentos para adultos(1991-1996)
Caramelos de Cianuro nació como agrupación en Caracas Venezuela, en 1991, Asier Cazalis (voz y bajo), Luis Golding (guitarra), Miguel Ángel "El Enano" González (guitarra) y Pablo Martínez (batería).
En 1992 el grupo graba sus primeras canciones  «Nadando a través de la galaxia» y «Tu mamá te va a pegar»   . Un año después el grupo firma un contrato con CNR y lanza un EP llamado Las paticas de la abuela que es bien recibido. En 1994 la banda lanza su primer álbum Cuentos para adultos, con moderado éxito nacional. Antes de comenzar la segunda grabación del segundo álbum, Luis Golding dejó la banda.

### Harakiri City(1996-2000)
En 1996 con Asier Cazalis, Pablo Martínez y Miguelangel González lanzan su segundo álbum, Harakiri City, una fusión de Pop Rock, con la disquera Polygram, alcanzando fama y éxito nacional, con canciones como «El martillo», «Cloroformo», «Imaginar», «Interpol» «Plataforma de Despegue» y especialmente «Canción Suave (Despecho nº2)». Alejandro Viloria en los Sintetizadores y Samplers acompañó a la banda durante toda la gira.  A principios de 1998, el grupo tuvo su segundo cambio en su formación, ante la partida del baterista original, Pablo Martínez, y la llegada de su reemplazo Alfonso Tosta. Seguidamente, el grupo va de gira con los colombianos Aterciopelados. Para finales de la gira Harakiri City, los CDC empiezan con la búsqueda de un bajista ya que su vocalista, Asier Cazalis decide dedicarse exclusivamente a la voz y es allí donde Luis Golding entra de nuevo a la banda pero en calidad de bajista.

### Miss Mujerzuela(2000-2002)
En el 2000, CDC lanza su tercer álbum de estudio, Miss Mujerzuela, con gran éxito en Venezuela, y memorables canciones para el público como Asunto Sexual, El Flaco, Las Estrellas, La Llama y particularmente Verónica. Para el 2001, Miss Mujerzuela ya era un disco certificado platino. El álbum es producido con la disquera Latin World, garantizando una distribución más internacional.

Miss Mujerzuela fue un punto de inflexión en la banda, tanto por el cambio de estilo musical como por su popularidad. Es el disco más exitoso de la banda pero también el más odiado, ya que se animaron a crear "canciones bonitas", según comentó el propio Asier en una entrevista con Rocktambulos:
Uno cuando está joven comienza en la música por la imitación “yo quiero ser como Faith No More, yo quiero sonar como Nirvana” pero luego te preguntas “¿dónde están tus canciones?” llega un punto donde dices “yo lo que quiero es hacer una canción que sea bonita, algo que la gente pueda cantar” y para mi es irónico también, porque mucha gente odió ese disco, Miss Mujerzuela, que fue nuestro disco más exitoso.

### FrisbeeyLa historia(2002-2006)
Después de una gran cantidad de giras, la banda se aloja en las montañas de Mérida para componer una de sus producciones más reconocidas: Frisbee. Con este álbum, la banda se convierte en ídolos de la juventud venezolana consolidándose como una de las agrupaciones nacionales más importantes. El álbum fue producido por Enrique González Muller, joven productor venezolano que ha trabajado con importantes agrupaciones como Metallica, Dave Mathews Band, entre otros. La masterización fue realizada por Michael Romanowski, el reconocido ingeniero del Hyde Street Studios de California. Los 11 temas de Frisbee fueron reconocidos y elogiados por la audiencia nacional. Su primer sencillo promocional, «Sanitarios», batió récords en el ranking venezolano. Para el 2002 el grupo produce el álbum Frisbee y finalmente es lanzado en 2003, que continúa el éxito obtenido por Miss Mujerzuela con canciones como Las Notas, La Terraza, El Mar, Surfer Girl, El Último Polvo y Sanitarios. Para estas dos últimas se graban videos musicales, que son muy bien recibidos y llegan a ser los más pedidos en el canal musical MTV Latinoamérica. La banda recibe críticas positivas y negativas, aun así logra una internacionalización gracias este trabajo discográfico y a sus contratos comerciales con multinacionales como la Pepsi. En el 2004 lanzan su primer álbum recopilación de grandes éxitos, La Historia, en el cual incluyen lo mejor de su repertorio de sus cuatro primeros álbumes, más una canción inédita llamada Conciencia Sexual.
En mayo de 2005, Luis Golding confirma su partida de la banda nuevamente, esta vez definitiva. Es reemplazado por Pavel Tello, aparentemente en una transición suave y sin roces. El primer show de Pavel Tello como nuevo bajista de CDC fue llevado a cabo el 14 de mayo de 2005 en la ciudad de Barquisimeto. Además consiguen abrir puertas y graban su quinta placa, en The Village Studios, en la ciudad de Los Ángeles (California), bajo la dirección de los reconocidos Krish Sharma´s y Joe Blaney, quienes han trabajado con músicos como The Rolling Stones, Charly García y Prince.

### Flor de fuego(2007-2010)
En 2007 surgió el lanzamiento del álbum Flor de Fuego con 10 canciones, en donde Pepsi compra 150.000 copias obteniendo disco multiplatino en Venezuela. Luego de varios meses de haber salido únicamente las copias compradas por Pepsi, CDC saca al mercado una edición especial que contiene además un DVD. El sencillo promocional, Como Serpiente fue estrenado el 17 de julio de ese mismo año en emisoras venezolanas, obteniendo una gran aceptación por parte del público, llegando a debutar en el puesto #10 de la cartelera más importante de este país (Record Report). Destacan también en este disco las canciones No Eres Tú, Baby Cohete y Delineador.
El 10 de agosto de 2008, es anunciada la "aparente" salida de Alfonso Tosta de la banda debido a diferencias con los demás integrantes. La banda posteriormente ingresa al baterista Darío Adames. También realizan conciertos en España, Colombia, Estados Unidos y República Dominicana.

### Caramelos de cianuro(2010-2013)
En 2009, la banda venezolana Caramelos de Cianuro anunció que comenzaría a grabar su sexto álbum de estudio. El líder de la banda, Asier Cazalis, dijo que el álbum buscaba rescatar las raíces del rock venezolano, con temas que homenajearían a las bandas más importantes de la escena roquera nacional.
La grabación del álbum comenzó en febrero de 2010 en Nueva York, con el productor Héctor Castillo, exbajista de Dermis Tatú. El sencillo promocional, "Rubia Sol Morena Luna", fue bien recibido por el público y alcanzó el primer lugar en la lista Pop/Rock de Record Report.
El álbum se promocionó de una manera innovadora, a través de un Código QR que venía en las botellas de Pepsi. Al escanear el código, se podía descargar el disco.
Finalmente, el álbum, titulado "Caramelos de cianuro", fue publicado el 11 de septiembre de 2010.

### Asesinato de Libero Iaizzo
En marzo de 2012 la banda sufrió un golpe emocional, ya que Libero Iaizzo, mánager de la banda durante más de diez años, fue secuestrado y asesinado. En ese momento la banda se encontraba de gira en México, D. F., donde rindieron homenaje a Iaizzo en el Festival "Vive Latino 2012". También durante los premios Pepsi Music rindieron homenaje a Iaizzo y promulgaron un mensaje de «no violencia» en Venezuela, a la que hicieron crítica luego de que censuraran el discurso, transmitido por Venevisión.

### Lados B (2011-2014)
A mediados del 2011, Caramelos de Cianuro publicó dos canciones nuevas: Espuma" y "Mr. Baby Sister, las cuales se rumoraba que serían de un nuevo álbum que estaba en producción. Sin embargo, la banda desmintió este rumor a través de su cuenta de Twitter afirmando: "#2LadosB no es otro disco, son 2 temas que se quedaron por fuera, los grabamos y ahora se los regalamos."

### Álbum "8" (2015-2016)
El 28 de octubre de 2014 Caramelos de Cianuro estrenó la canción “Tu eres de esas” durante una presentación en Caracas durante su última gira para la fecha.  El tema forma parte del último disco de estudio que la agrupación venezolana estrenó a mediados del año 2015.
En una entrevista con Erika de la Vega y Ana María Simons durante la promoción de "La Carretera" El Enano menciona que su canción Favorita del nuevo álbum se llama Abismo
El 24 de enero antes de irse a Madrid, España a terminar de Grabar su disco, Caramelos de Cianuro participa en Encabinados grabado para ese entonces en Brooklyn - New York. Aquí confirman nombres como Tocado por un ángel y Jazz a la cual el vocalista Asier Cazalis hace referencia como "El perro verde del disco, como la canción rara" y de la que revela una estrofa a capela. También dan a conocer dos canciones más como lo son Euforia y El instante pasó.
Este álbum contó con la producción de Héctor Castillo al igual que su disco homónimo.
A finales de julio de 2015, dieron a conocer su primer sencillo "Secreto" a través de YouTube.
Este disco fue nominado en 2016 a los premios Grammy Latinos en la categoría Mejor Álbum Pop/Rock y el sencillo "Abismo" fue nominado en la categoría Mejor Canción de Rock.

### Lollapalooza Chile y salida de "El Enano" (2019)
En 2019 se conviritieron en la primera banda venezolana de rock en formar parte del festival Lollapalooza, hecho que ocurrió en Chile.
Ese mismo año la banda comenzó a aparecer en tarima sin el guitarrista Miguel Ángel González, conocido como "El Enano". Aunque no hubo un anuncio oficial, posteriormente comentó en una entrevista que dejó a Caramelos de Cianuro para dedicarse a su familia.

### Control(2021-actualidad)
En mayo de 2021, ahora en formato dúo, publican el disco Control.
Control se grabó en Buenos Aires, Argentina y cuenta con la producción de Juan Blas Caballero. La propia banda también se encargó de la producción y entre los invitados musicales se encuentran Gabriel Pedernera, Gaspar Benegas, Richard Coleman, Didi Gutman, Jota Morelli, Gustavo Guerrero, Frank Monasterios, y Francisco Azorai. La mezcla es del productor venezolano Héctor Castillo.
La canción "Kalashnikov", en la que toca la batería el argentino Gabriel Pedernera, de Eruca Sativa, es el primer tema punk de la banda en casi 20 años, siendo el disco Frisbee el último en tener un sonido pop-punk.
El disco fue nominado a los Premios Grammy Latinos, en su 22.ª edición, en la categoría Mejor Álbum de Rock.

## Biografía: La Carretera
William Padrón, quien ha seguido de cerca la carrera del grupo desde sus inicios, es el autor de este trabajo que recopila la historia, vivencias, recuerdos, anécdotas de los más cercanos a la banda, sus excesos y la superación de los mismos a lo largo de su trayectoria musical de más de 20 años.
El libro se llama La Carretera y su portada fue revelada por la revista "Hola" acotando que Libros El Nacional se encargaría de su edición y distribución. El libro lleva este nombre en honor a “La Carretera”, canción incluida en su disco, Caramelos de Cianuro (2010). Solo se imprimieron 2000 unidades de este ejemplar:  El 24 de noviembre de 2014 se bautizó dicho Libro en la sede de El Nacional. A través de un concurso que consistía en comprar uno de los 100 primeros libros, y presentar la constancia de pago en dicha sede, los ganadores pudieron disfrutar del bautizo y una pequeña presentación en vivo de la banda.

## Concierto privado en el cumpleaños de Daniela Rivas
Cazalis, ofreció un concierto privado para celebrar el cumpleaños de Daniela Rivas, esposa del presidente del parlamento chavista, Jorge Rodríguez. La periodista compartió imágenes del evento en su cuenta de Instagram, donde aparecía junto a Rodríguez y los integrantes de la banda, así como el maraquero Manuel Rangel, quien ha colaborado con el grupo en el tema "La mar". La celebración generó controversia en las redes sociales, donde usuarios expresaron su descontento con la participación de la banda en un evento vinculado a figuras del gobierno. César Moya, un tuitero, destacó que la fiesta fue pagada en dólares y criticó el derroche de lujo en medio de la crisis económica del país. Otros usuarios de Twitter también mostraron su rechazo, mientras algunos defendieron a la banda. Hasta la fecha, Caramelos de Cianuro no ha emitido ninguna declaración pública al respecto.

## Miembros

### Miembros actuales
- Asier Cazalis: Voz, Bajo, Piano (1991–Presente)
- Pavel Tello: Guitarra, Sintetizadores, Piano, coros (2005-presente)

### Anteriores miembros
- Miguel "El Enano" González: Guitarra principal, coros (1991–2019)
- Alejandro Viloria, Teclados, sintetizadores, secuencia y samplers (1996-2000, 2003)
- Darío Adames: Baterista (2009-2019)
- Luis Golding: Guitarra (1991-1994)/ Bajo, coros(1996-2005)
- Pablo Martínez: Batería (1991-1998)
- Alfonso Tosta: Batería, Programación (1998-2008)

### Miembros de apoyo
- Armando Martínez: Guitarra eléctrica (2005)
- Frank Monasterios: Guitarra eléctrica (2008-presente)

## Discografía
- Las paticas de la abuela (1992)
- Cuentos para adultos (1993)
- Harakiri City (1996)
- Miss Mujerzuela (2000)
- Frisbee (2003)
- Flor de Fuego (2007)
- Caramelos de cianuro (2010)
- 8 (2015)
- Control (2021)

## Dato en elFestival Venezuela
el 22 de febrero de 2003 en Guarenas Estado Miranda el grupo iniciaba su concierto con Asier Cazalis llegaba al escenario con los miembros de Candy 66 y el baterista de Candy 66 Gustavo Morantes toco atrás del Enano González eso ocurrió en el Festival Venezuela 2003
pero también durante el Festival Venezuela 2011 que se realizó en Caracas Estado Distrito Capital y más en el Festival Venezuela 2015 Cazalis en una conferencia de prensa horas antes de que comenzara la octava jornada del evento que inagurarian que después venía De la Tierra, Luis Fonsi y Oscar D' Leon con la Dimension Latina el dijo

lo bueno es que Flavio Cianciarulo anda en un grupo de metal que toca buenisimo por el otro lado Luisito es un buen cantante de apenas unos anitos menor que yo y por el otro lado Oscar D' Leon que tocara esta noche en el escenario con su exgrupo la Dimension Latina me gusto mucho que se reenconciliaran Oscar y la Dimension
Asier Cazalis en la entrevista que se realizo a las 10 de la manana

pero también otro que también fue la presencia que dieron en la edición de 2009 que junto a ellos estaban Pavel Tello, Alfonso Tosta, Luis Golding, Dario Adames y El Enano González pero también estaba Alejandro Viloria y con ellos Frank Monasterios todos liderados por Asier Cazalis